# Aya Endō
Aya Endō (jap. 遠藤 綾 Endō Aya; ur. 17 lutego 1980) – japońska seiyū pochodząca z prefektury Yamagata. Pracuje dla Office P.A.C.

## Filmografia
Ważniejsze role są pogrubione

### Seriale anime
2004
- Girls Bravo (Uczennica 2)
- Gankutsuō: The Count of Monte Cristo (młody Albert de Morcerf)
- The Galaxy Railways (Morgana)
- Saiyuki Gunlock (Rin (siostra Kon))
- Siedmiu samurajów (artystka A)
- MONSTER (Inge, Coretta)
- LOVE♥LOVE? (Uczennica B)
- Gakuen Alice (dziecko w odc. 19)

2005
- Emma - A Victorian Romance (Mary)
- Oku-sama wa Joshi Kōsei (Kasumi Horiguchi)

2006
- Inukami! (Imari)
- Kiba (klientka (odc. 3), Gurauzio (odc. 7,8), Sagiri)
- Kujibiki Unbalance (uczennica)
- Zegapain (Misaki Sogoru)
- Tokko (Yukino Shiraishi)
- Fushigiboshi no Futago Hime Gyu! (Trowa)

2007
- Emma - A Victorian Romance: Second Act (Mary, Funny)
- La Corda d'Oro: Primo Passo (Ayano Takashina)
- Engage Planet Kiss Dum (Noa Rukina, narrator)
- Kidō Senshi Gundam 00 (Kinue Crossroad)
- CLAYMORE (Claymore A)
- Genshiken 2 (Nakajima)
- Shinkyoku Sōkai Polyphonica (Kurista w odc. 11)
- Ghost Hound (Namie Ogi w odc. 9, 22)
- MapleStory (Nina)
- Mokke (Yū)
- Lucky Star (Miyuki Takara)
- Tsubasa Tokyo Revelations (Yuzuriha Nekoi)

2008
- Gintama (Uchino w odc. 90)
- Kemeko Deluxe! (Vanilla Make Repairs)
- Shugo Chara! (Eriko Ōtomo w odc. 35)
- Sekirei (Matsu)
- Neo Angelique Abyss (Angelique)
- Neo Angelique Abyss -Second Age- (Angelique)
- Blassreiter (Meifong Liu)
- BLUE DRAGON tenkai no shichiryū (Rinda)
- Pocket Monsters Diamond & Pearl (Sumomo/Maylene)
- Macross Frontier (Sheryl Nome)
- My-Otome 0~S.ifr~ (Lena Sayers)

2009
- seria Aoi Bungaku (Mitsuki (Jigoku Hen arc, odc. 12))
- Kanamemo (Yūki Minami)
- Genji Monogatari Sennenki (Murasaki no Ue, narrator)
- Shikabane Hime: Kuro (Fresh Backbone)
- Sōten Kōro (Ding Meihu)
- Sora Kake Girl (Itsuki Kannagi)
- Toaru Kagaku no Railgun (Tsuduri Tessō)
- Tokyo Magnitude 8.0 (Lisa)
- NEEDLESS (Cruz Shield)
- Basquash! (Spanky)
- Hanasakeru seishōnen (Kajika Louisa Kugami Burnsworth)

2010
- Ikkitōsen (Bacho Moki)
- Katanagatari (Biyorigō w odc. 8)
- Sekirei 〜Pure Engagement〜 (Matsu)
- Night Raid 1931 (Airin w odc. 5)
- So Ra No Wo To (Felicia Heideman)
- Densetsu no Yūsha no Densetsu (matka Quill)
- Toaru majutsu no Index II (Orsola Aquinas)
- Battle Spirits: Shōnen Gekiha Dan (Kenzō Hyōdō, służąca B w odc. 36)
- Battle Spirits: Brave (Kenzō Hyōdō, Fant)
- Panty & Stocking with Garterbelt (Queen Barbie)
- Hime Chen! Otogi Chikku Idol Lilpri (Kumi Ochiai)
- MAJOR 6th (Sakikawa)
- Macross Frontier ~The False Songstress~ (Sheryl Nome)

2011
- Kami-sama no Memo-chō (Sayuri Kuroda)
- Mobile Suit Gundam AGE (Emily Armond, Halo)
- Guilty Crown (Arisa Kuhōin)
- Tiger & Bunny (Lily w odc. 9)
- Dantarian no Shoka (Mabel Nash)
- Chihayafuru (Chitose Ayase)
- Digimon Xros Wars: Toki o Kakeru Shōnen Hunter-tachi (Totsuka)
- HIGH SCORE (Kyōko Fujiwara; Sayo Yūki)
- Hanasaku Iroha (Hiroko Suehiro)
- Pokémon: Czerń i Biel (Sallie w odc. 21)
- Yumekui Merry (Engi Threepiece)
- Macross Frontier ~The Wings of Goodbye~ (Sheryl Nome)
- 47 Todō-fu inu (Yamagata inu)

2012
- Sakamichi no Apollon (Yurika Fukahori)
- Accel World (Sky Raker)
- Kimi to Boku. 2 (Hanayo Sakura)
- Queen's Blade Rebellion (Annelotte Kreutz)
- Shirokuma Cafe (Sasako)
- Dakara Boku wa, Ecchi ga Dekinai. (Lisara Restole)
- Danbōru Senki W (Haruka Ōzora)
- Chōyaku Hyakunin'isshu: Uta Koi. (Ono no Komachi / Yoshiko)
- Boruto: Naruto Next Generations (Sumire Kakei)

2018
- Double Decker! Doug & Kirill (Sophie Gainsbourg)
- Violet Evergarden (Cattleya Baudelaire)
- Fairy Tail (Anna Heartfilia)

2019
- Star Twinkle Pretty Cure (Scorpio, Tenjō)

2020
- Jujutsu Kaisen (Shōko Ieri)